# Campeonato Carioca 1906
In 1906 werd het eerste Campeonato Carioca gespeeld voor voetbalclubs uit de toen nog Braziliaanse hoofdstad Rio de Janeiro. De competitie werd gespeeld van 3 mei tot 28 oktober 1906. Fluminense werd de eerste kampioen. 
De laatste wedstrijd van het seizoen was tussen Football and Athletic en Rio Cricket, omdat deze laatste niet kwam opdagen kreeg Football and Athletic de overwinning toegekend en eindigde zo niet met 0 punten. Parralel met het Campeonato Carioca speelden de tweede elftallen van de clubs, behalve Paysandu, voor de Taça Caxambu, die door Botafogo gewonnen werd. 

## Eindstand

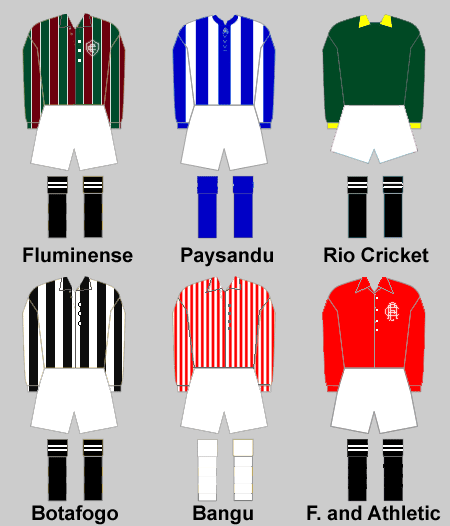
Uniformen deelnemers

| Plaats | Club                  | Wed. | W | G | V | Saldo | Ptn. |
| ------ | --------------------- | ---- | - | - | - | ----- | ---- |
| 1.     | Fluminense            | 10   | 9 | 0 | 1 | 52:6  | 18   |
| 2.     | Paysandu Cricket Club | 10   | 7 | 0 | 3 | 26:12 | 14   |
| 3.     | Rio Cricket           | 10   | 6 | 0 | 4 | 23:9  | 12   |
| 4.     | Botafogo              | 10   | 4 | 0 | 6 | 18:34 | 8    |
| 5.     | Bangu                 | 10   | 3 | 0 | 7 | 13:18 | 6    |
| 6.     | Football and Athletic | 10   | 1 | 0 | 9 | 2:55  | 2    |

|  | Kampioen            |
|  | Degradatie play-off |

### Kampioen
| Campeonato Carioca de 1906     |
| Rio de Janeiro                 |
| ------------------------------ |
| FLUMINENSE Kampioen (1° titel) |

## Topschutters
| Speler            | Speler           | Goals | Club        |
| ----------------- | ---------------- | ----- | ----------- |
| Vlag van Brazilië | Horácio Costa    | 18    | Fluminense  |
| Vlag van Brazilië | Edwin Cox        | 16    | Fluminense  |
| Vlag van Brazilië | Mutzenbecher     | 8     | Rio Cricket |
| Vlag van Brazilië | Emile Etchegaray | 7     | Fluminense  |

## Tweede klasse
| Plaats | Club             | Wed. | W | G | V | Saldo | Ptn. |
| ------ | ---------------- | ---- | - | - | - | ----- | ---- |
| 1.     | America          | 4    | 2 | 1 | 1 | 5:4   | 5    |
| 2.     | Riachuelo        | 4    | 2 | 1 | 1 | 6:5   | 5    |
| 3.     | Latino-Americano | 4    | 0 | 2 | 2 | 2:4   | 2    |

|  | Play-off |

Play-off
|                     |           |       |            |                               |
| 28 oktober Play-off | Riachuelo | 5 – 1 | America FC | Rua Guanabara, Rio de Janeiro |
| 28 oktober Play-off |           |       |            | Rua Guanabara, Rio de Janeiro |

## Degradatie play-off
|                     |                       |       |           |                                                          |
| 4 november Play-off | Football and Athletic | 5 – 2 | Riachuelo | Rua Guanabara, Rio de Janeiro Scheidsrechter: W. Salmond |
| 4 november Play-off |                       |       |           | Rua Guanabara, Rio de Janeiro Scheidsrechter: W. Salmond |